# Garçon!
Garçon! è un film del 1983 diretto da Claude Sautet.